# انحلال كروماتين مركزي

صورة مجهرية لـلقرن الأمامي للنخاع الشوكي تُظهرالخلايا العصبية الحركية مع الانحلال المركزي للصبوغات. صبغة الهيماتوكسيلين والأيوزين.

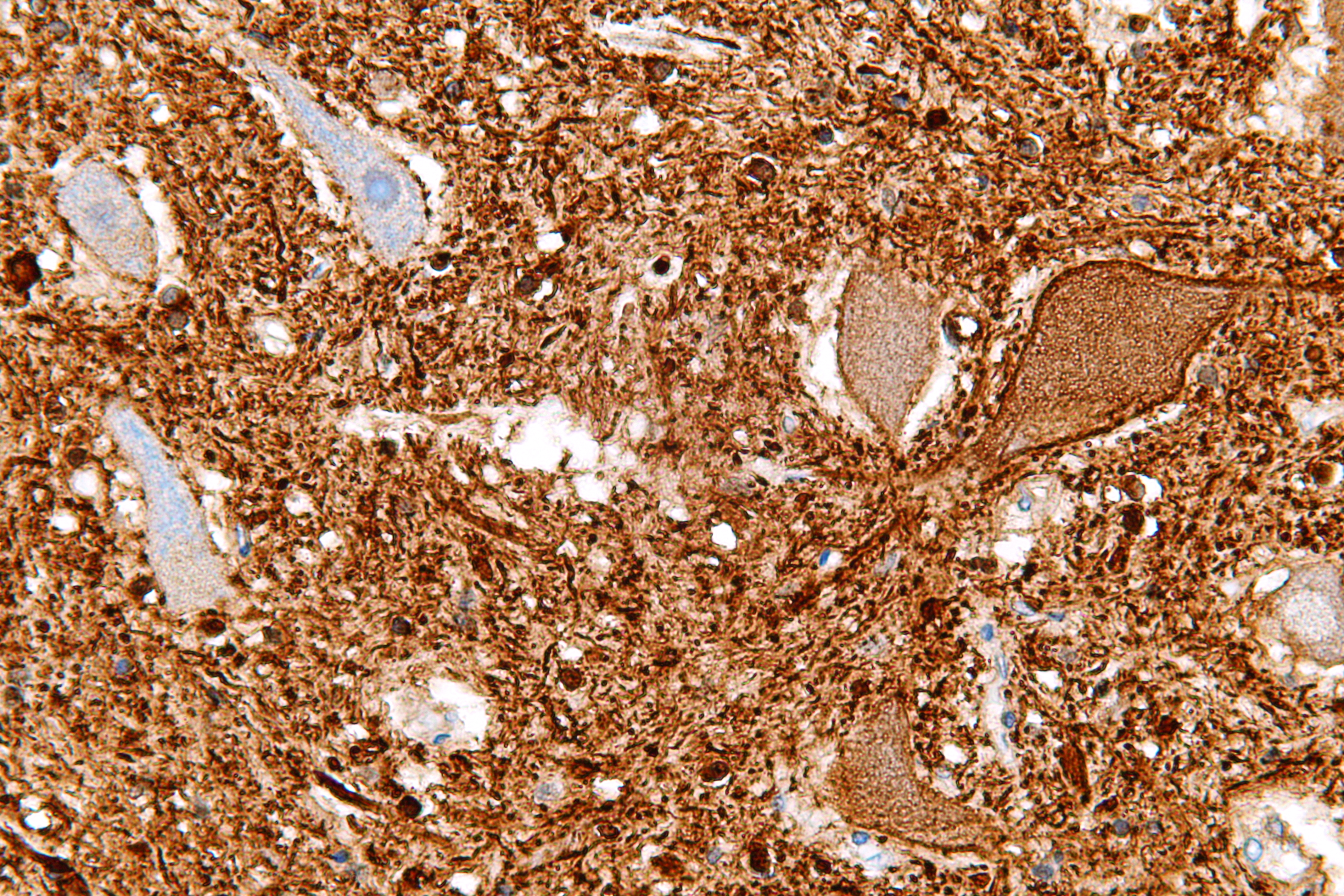
صورة مجهرية لـلقرن الأمامي للنخاع الشوكي تُظهر الخلايا العصبية الحركية مع الانحلال المركزي للصبوغات.الخيط العصبي إيمونوستين.

انحلال الكروماتين المركزي (Central chromatolysis) هو تغير هيستوباثولوجي في جسم الخلية العصبية، حيث يتم دفع الكروماتين والنواة لمحيط الخلية، استجابة لإصابة محوارية.
إضافة إلى الإصابات الرضحية، قد يحدث انحلال الكروماتين المركزي عن طريق نقص الفيتامين (الحصاف).

## وصلات خارجية
- Neurocytology and Basic Reactions (neuropathologyweb.org)